# Alphonse Georges
Alphonse-Joseph Georges (Montluçon, 19 agosto 1875 – Parigi, 24 aprile 1951) è stato un generale francese, comandante del fronte nord-est durante la battaglia di Francia del maggio 1940. Ufficiale distintosi nei reparti coloniali,  pluridecorato durante la prima guerra mondiale, nel 1918 ricoprì l'incarico di Capo ufficio operazioni del comandante supremo degli eserciti alleati generale Ferdinand Foch. Prese parte alla guerra del Rif dove progettò e realizzò la maggior parte del piano operativo che portò alla sconfitta dei ribelli riffani, ed alla cattura del loro capo il cadì Abd el-Krim.

## Biografia
Nacque il 19 agosto 1875 a Montluçon in una modesta famiglia, suo padre era caporeparto in una vetreria. Ottenne ottimi risultati frequentando le scuole a Saint-Amand-Montrond ed a Bourges, ed attratto dall'esercito preparò con cura il suo ingresso l'accademia militare frequentando il liceo Lakanal di Sceaux, per essere poi ammesso alla École spéciale militaire de Saint-Cyr nel 1895.

### La gioventù e le prime fasi della carriera
Nel 1897 si classificò al terzo posto nella Promotion Antananarivo dell'École spéciale militaire de Saint-Cyr (su circa 578 studenti), scegliendo come specialità la fanteria, entrando poi a far parte del 1º Reggimento fucilieri (régiment de tirailleurs) di Algeri, uno dei più famosi dell'esercito francese. Nell'Africa del Nord il giovane ufficiale imparò il mestiere, partecipando a diverse spedizioni progettate appositamente per pacificare il Sahara, e venendo subito notato dai suoi superiori. Si sposò nel 1902 con una giovane della locale borghesia, e nel contempo preparò brillantemente il concorso del 1903 per l'ingresso alla Scuola Superiore di Guerra. Dopo la sua ammissione il comandante in seconda della scuola, generale Georges-Joseph Toutée, nel frattempo diventato Capo di stato maggiore del Ministro della Guerra, gli fece ottenere nel marzo 1908 la posizione di assistente del Ministro Marie Georges Picquart, in seno al primo governo Clemenceau.
Due anni dopo tornò in Algeria con il grado di capitano, assumendo il comando della 15ª Compagnia del 2º Reggimento fucilieri di stanza ad Algeri. Qualche mese fu selezionato per partecipare a un'"azione di polizia", al confine tra l'Algeria e il Marocco, e durante un pesante combattimento contro i ribelli condusse vittoriosamente la sua compagnia al fuoco, davanti al generale Lyautey, che lo volle subito conoscere. Rientrato ad Algeri condusse la tradizionale vita degli ufficiali di guarnigione quando, nel 1912, gli fu affidato un compito considerato fino ad allora impossibile, l'incorporazione dei "nativi" nell'esercito francese, portando a termine tale incarico in pochi mesi, quando nessuno degli ufficiali che avevano già studiato il problema erano riusciti a trovare una soluzione. Il generale Joseph Joffre, informato di tale risultato, lo fece assegnare al 1° Ufficio dello Stato maggiore dell'esercito a Parigi. Posto agli ordini del generale de Castelnau preparò i piani di mobilitazione dell'esercito, così come previsto dal Piano XVII.

### La prima guerra mondiale
Allo scoppio della guerra, nell'agosto 1914, con il ruolo di comandante di battaglione prestò servizio presso lo Stato maggiore della IIe Armée del generale Édouard de Castelnau. Nei primi giorni del mese di settembre poté finalmente assumere il comando dei propri uomini. Alla testa del suo battaglione, appartenente al 122º Reggimento fanteria, rimase solamente un paio di giorni in quanto restò gravemente ferito in combattimento l'11 settembre. Dopo diverse settimane di cure e di convalescenza, richiese un comando operativo, ma Joffre non acconsentì. Il giovane ufficiale risultava troppo prezioso e venne assegnato alla Stato maggiore dell'Esercito (E.M.A.). Nell'ottobre 1916 entrò a far parte dell'Armée d'Orient come Sottocapo di stato maggiore, ma non riuscì ad avere buoni rapporti con il suo comandante, il duro generale Maurice Sarrail. Tornato in Francia nel marzo 1917, due mesi più tardi il ministro Charles Jonnart, vecchio governatore generale dell'Algeria, si ricordò di lui, e con il grado di tenente colonnello gli affidò un incarico delicato, diventare suo consigliere militare in una difficile missione che consisteva nel deporre il re Costantino I di Grecia, considerato favorevole ai tedeschi, sostituendolo con suo figlio Alessandro. Il piano militare da lui elaborato si rivelò un completo successo, e il monarca greco dovette abbandonare il paese. Di ritorno in Francia divenne, fino al 1921, uno dei più stretti collaboratori del futuro Maresciallo di Francia Ferdinand Foch, e ricoprendo anche il ruolo di capo dell'ufficio operazioni all'estero. Come tale assunse una parte fondamentale nell'organizzazione dell'offensiva lanciata da parte del generale Louis Franchet d'Espèrey nel mese settembre 1918, che partita Salonicco, terminò con la capitolazione della Bulgaria, che uscì dal conflitto.

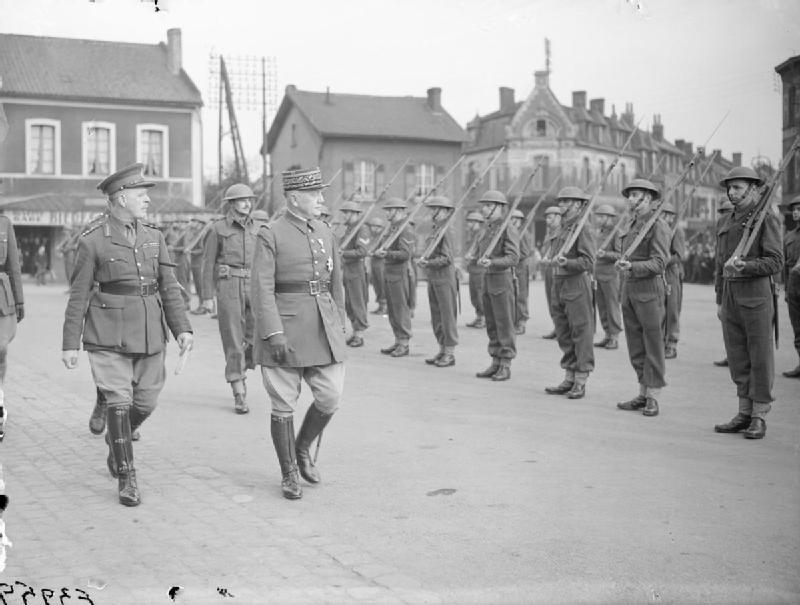
Il generale Georges, accompagnato da Lord Gort, ispeziona il Royal Inniskilling Fusiliers a Bethune il 23 april 1940.

### Tra le due guerre mondiali
Promosso colonnello nel dicembre 1919, nel gennaio 1922 assunse il comando del 64º Reggimento fucilieri di stanza a Spira, in Germania. Un anno più tardi fu chiamato dal generale Jean Marie Joseph Degoutte ad assumere la direzione del "Segretariato per gli Affari tecnici" durante l'occupazione della Ruhr. Per essere riuscito a riavviare l'attività economica nella zona, al termine del suo periodo di comando nel marzo 1924 fu nominato generale di brigata. Dopo aver seguito il corso presso il Centro di Alti Studi Militari, diviene Gapo di stato maggiore del generale Degoutte, nel frattempo nominato comandante dell'Armée des Alpes in caso di guerra. Tuttavia la sua reputazione nell'esercito era tale che il Maresciallo Philippe Pétain lo chiamò per aiutarlo durante la guerra del Rif. In Marocco progettò e realizzò la maggior parte del piano operativo che porterà alla sconfitta dei ribelli riffani, ed alla cattura del loro capo il cadì Abd el-Krim (Abdelkrim El Khattabi).
Promosso generale di divisione nel settembre 1928 assunse il comando della Divisione di Algeri ricoprendo tale incarico per poco più di un anno, in quanto il nuovo Ministro della Guerra André Maginot lo nominò suo capo di gabinetto. Assieme al ministro partecipò alla progettazione della linea difensiva con la Germania che porterà poi il nome di Linea Maginot. Dopo 15 mesi passati presso l'Hotel de Brienne, dal novembre 1929 al febbraio 1931, fu promosso generale di corpo d'armata ed assunse il comando del XIX Corpo d'armata in Africa del Nord.
Nel novembre 1932 generale d'armata ed entra a far parte del Conseil supérieur de la guerre (C.S.G.). All'età di 58 anni, e con i limiti di età in vigore a quel tempo, poteva rimanere ancora in attività per altri 7 o 10 anni, e quasi tutti i suoi colleghi generali stavano divenendo Ispettore Generale dell'esercito, vale a dire in grado di ricoprire l'incarico di comandante supremo in tempo di guerra.
Nell'autunno del 1934 fu scelto per accogliere il re Alessandro I di Jugoslavia, con il quale aveva stretto una forte amicizia durante la prima guerra mondiale, che si recava in visita ufficiale in Francia. Il re sbarcò a Marsiglia il 9 ottobre ma purtroppo, pochi minuti dopo l'arrivo della delegazione jugoslava, si verificò un attentato sulla rue Canebière, una grande strada che corre nel centro di Marsiglia. Il re rimase ucciso, così come il ministro degli esteri francese Louis Barthou, mentre egli restò gravemente ferito.
Nel gennaio 1935 il generale Maxime Weygand, allora comandante supremo dell'esercito francese, doveva essere messo a riposo per raggiunti limiti d'età. Considerato da tutti il suo naturale successore, il primo ministro Édouard Daladier gli preferì il generale Maurice Gamelin, in quanto lo considerava troppo di destra. Venne nominato vice comandante dell'esercito, ma non andava molto d'accordo con Gamelin, in quanto aveva con lui un difficile rapporto e gli parlava a malapena. Gamelin lo nominò ispettore delle truppe in Nord Africa, ma non gli affidò altre responsabilità specifiche. Anche se gli assegnò alcuni incarichi importanti, come la stesura della nuova normativa di impiego delle grandi unità, o la direzione delle grandi manovre, in realtà cercò di escluderlo dal circuito di coloro che assumevano le decisioni.
In quell'epoca ad ogni conferenza che di volta in volta teneva non perse mai l'occasione per esprimere la sua preoccupazione per lo stato delle forze armate francesi, la mancanza di addestramento delle riserve, la motorizzazione insufficiente, le carenze dell'aviazione, la mancanza di produzione di armi moderne, ecc, ecc...
Nel 1936 presiedette una commissione di studio sul ruolo dei carri armati nella guerra moderna, ma il rapporto finale redatto giunse alla conclusione che i carri abbisognavano del supporto della fanteria e dell'artiglieria, che dovevano aprire loro la strada, per poi poter operare dietro le linee nemiche in assenza di contrasto.

### La Seconda Guerra Mondiale

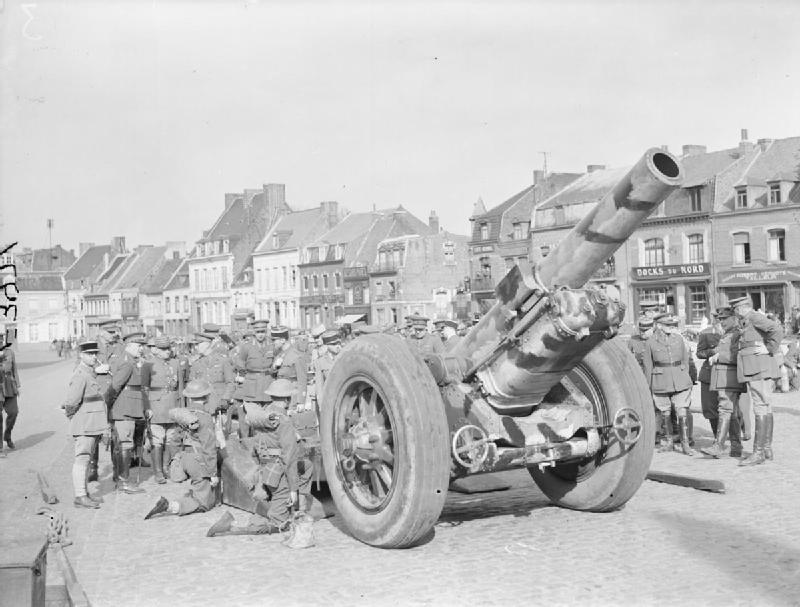
Il generale Georges, insieme ad un folto gruppo di ufficiali degli eserciti inglese e francese ispeziona un obice inglese Mk.VII 8-inch a Bethune, 23 aprile 1940.

All'atto della mobilitazione generale del settembre 1939 ricoprì dapprima l'incarico di aiutante del generale Gamelin per il settore nord-est, per assumere nel dicembre dello stesso anno l'incarico di comandante del fronte Nord-Est. In realtà questo incarico non era pienamente indipendente in quanto Gamelin scinse sì in due il Grand quartier général des forces terrestres françaises (GQG), ma gli ridusse i poteri, ritirò truppe e mezzi e gli avvicendò alcuni dei suoi più stretti collaboratori. Non potendo mai esercitare pienamente il suo comando già il 5 dicembre 1939 avvertì il comando supremo che l'impegno dell'esercito francese in Belgio e Paesi Bassi non avrebbe dovuto assorbire la maggior parte delle riserve a disposizione, in quanto con un eventuale attacco tedesco in altri settori, per esempio tra la Mosa e la Mosella, non si avrebbero avuto sufficienti forze a disposizione per l'eventuale controffensiva.
Purtroppo non venne ascoltato, e quando dovette attuare il piano Dyle, che disapprovava, cercò invano di protestare. Temeva che le sue unità non avrebbero avuto il tempo di preparare posizioni difensive in Belgio prima che i tedeschi le avessero attaccate. Rimase inorridito dall'apprendere che il comandante in capo dell'esercito francese e autore del piano Dyle, aveva deciso di inviare la VIIe Armée del generale Henri Giraud, unica grande unità disponibile come riserva dell'esercito, nei Paesi Bassi, per creare un collegamento tra le difese olandesi e quelle belghe.
L'attacco tedesco del 10 maggio dimostrò l'incapacità dell'esercito francese di compiere manovre strategiche. Alla rottura del fronte francese sulla Mosa, nel punto di giunzione tra la IXe Armée del generale André Corap e la IIe del generale Charles Huntziger, avvenuta il 15 maggio, egli dal G.H.Q. ebbe subito chiaro quello che andava fatto, ma i suoi ordini arrivarono spesso troppo tardi. L'avanzata delle forze corazzate tedesche avvenne a una velocità mai immaginata durante le simulazioni, neanche in quelle peggiori. Dopo la sostituzione di Gamelin con Weygand, avvenuta il 19 maggio, i due comandi separati furono aboliti ed egli, divenuto assistente del nuovo comandante, incominciò ad organizzare nuove linee di difesa, ma senza farsi troppe illusioni, in quanto i tedeschi disponevano ora, dopo la distruzione degli eserciti alleati del nord della Francia, di tre volte più divisioni degli alleati. Dopo l'armistizio del 22 giugno organizzò in un paio di settimane il nuovo esercito di Vichy, che secondo le clausole non doveva contare più di 100.000 uomini nel territorio metropolitano. Dopo l'assunzione del potere da parte del generale Pétain, nel luglio 1940,  rifiutò di svolgere un ruolo significativo nel nuovo governo, e raggiunto il limite di età nel mese di agosto (65 anni) fu posto nella seconda sezione degli ufficiali generali.
Dopo l'invasione alleata dell'Africa del Nord, avvenuta nel novembre 1942, Winston Churchill chiese che lui assumesse l'incarico di comandante delle forze francesi in Algeria, Marocco e Tunisia, ma il presidente statunitense Franklin Delano Roosevelt insistette che questo posto andasse al generale Giraud.
Nel corso del 1943 Churchill organizzò la sua fuga dalla Francia occupata, e poi partecipò attivamente al Comitato francese di Liberazione Nazionale, nel periodo da giugno a novembre, ma non riuscì ad imporre il suo punto di vista moderato. Esautorato da quel ruolo, assieme a Giraud, dal generale Charles de Gaulle, si ritirò definitivamente da ogni attività militare o politica. Dopo la liberazione della Francia testimoniò al processo contro il maresciallo Pétain, e all'istruttoria di quello contro il generale Weygand. Ritiratosi a vita privata, si spense il 24 aprile 1951 presso l'ospedale militare Val de Grâce di Parigi.

### Periodici
- Giuseppe Federico Ghergo, L'evoluzione nell'impiego dei mezzi corazzati, 1919-1939, in Storia Militare, n. 232, Parma, Ermanno Albertelli Editore, gennaio 2013.